# 维莱讷-昂迪埃穆瓦
维莱讷-昂迪埃穆瓦（法語：Villaines-en-Duesmois）是法国科多尔省的一个市镇，属于蒙巴尔区和塞纳河畔沙蒂永县（Châtillon-sur-Seine）。该市镇总面积33.95平方公里，2009年时的人口为305人。

## 人口
维莱讷-昂迪埃穆瓦人口变化图示